# Granadilla de Abona (capital municipal)
 Granadilla es una de las entidades de población que conforman el municipio homónimo, en la isla de Tenerife —Canarias, España—, siendo además su capital administrativa.
La zona del casco de Granadilla cuenta con monumentos declarados Bien de Interés Cultural, como la iglesia parroquial de San Antonio de Padua y el ex-convento franciscano. Asimismo, se encuentran incoado el expediente para la declaración de Sitio Etnológico a favor del Caserío sobre La Fuente.

## Toponimia
En los primeros momentos de la colonización toda esta zona era conocida simplemente como Abona, nombre del reino guanche o menceyato que existía previamente. La denominación de Granadilla aparece a partir de la segunda mitad del siglo xvi, siendo en origen llamado La Granadilla. Por su parte, el apelativo «de Abona» se incorpora a la denominación del municipio, y por ende a la de su capital, por Real Decreto de 27 de junio de 1916 para diferenciarlo de otros pueblos homónimos.
Aunque no se conoce a ciencia cierta el por qué de la denominación de Granadilla, algunos investigadores sugieren que le fue puesto por los pobladores debido al parecido de la zona con la zona peninsular de Granada, debido a su altitud, a las cumbres con nevadas invernales y a sus vegas. Otra hipótesis propone su origen del fitónimo canario granadillo Hypericum canariense, arbusto endémico de la Macaronesia llamado así por su parecido con el granado Punica granatum.

## Características
Clima: 
En invierno, las temperaturas suelen oscilar entre los 11 de mínima y los 18 de máxima. No resulta raro que bajen de 10 grados, incluso alcanzado temperaturas por debajo de los 8 grados en los casos más extremos. 
En verano, oscilan entre los 17 y los 25. Sin embargo, es común que asciendan a más de 30 en las olas de calor que se producen a lo largo del verano. 
La localidad alcanza una altitud media de unos 1.330 m s. n. m., encontrándose aquí la cota máxima del municipio, la Montaña Guajara, con 2.715 m. Por su parte, el casco urbano se sitúa a 640 metros. La entidad de Granadilla cuenta con una superficie total de 36,58 km², gran parte de la cual se corresponde con un área natural incluida en los espacios naturales protegidos del parque nacional del Teide y del parque natural de la Corona Forestal.
Esta entidad se ha expandido siguiendo las vías de comunicación. El núcleo inicial se desarrolló en torno al camino que asciende y posteriormente ha seguido el trazado de la carretera general del Sur, y de las que enlazan con El Médano y con el municipio de Vilaflor de Chasna.
La localidad se encuentra dividida en los núcleos de:
Chávez
Pequeño caserío situado en un lomo entre los barrancos de Usasa y de Chávez, al este del casco de Granadilla.
Granadilla (casco)

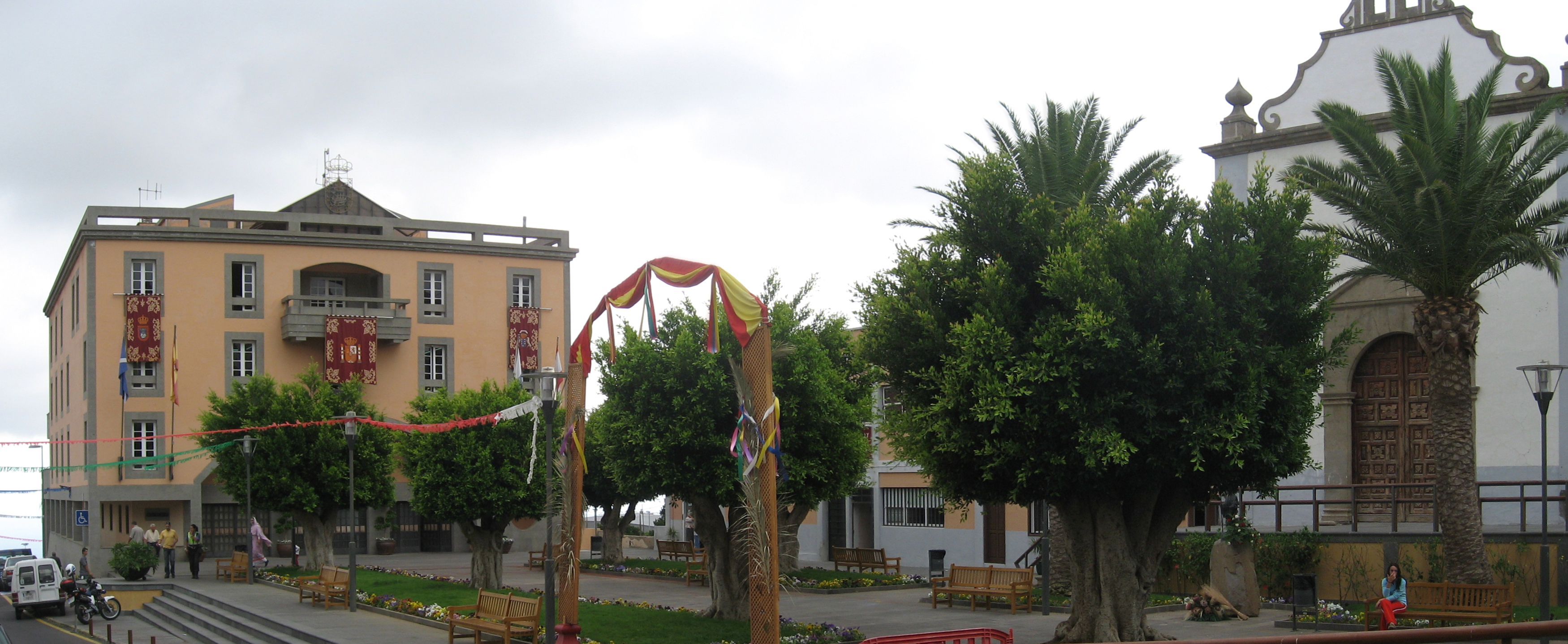
Edificio del Ayuntamiento y a la derecha la iglesia San Luis Obispo.

El casco de Granadilla aglutina gran parte de la infraestructura de la localidad. Así, se hallan aquí el edificio del Ayuntamiento, la comisaría de la Policía Local, el cuartelillo de la Guardia Civil, el parque de bomberos y una sede de Protección Civil, el juzgado de 1ª instancia, el centro de salud o el cementerio municipal. El núcleo cuenta también con oficinas de Correos, del Instituto Nacional de Seguridad Social, de Empleo del Servicio Canario de Empleo y de Extensión Agraria y Desarrollo Rural Cabildo de Tenerife.
En cuanto a la infraestructura educativa, social y cultural, cuenta con el Colegio de Enseñanza de Infantil y Primaria La Pasada y con la Escuela Infantil Municipal Grani Peques, con los centros culturales María de Las Casas, Tagoror y Garigonza, con el centro social de la Asociación Pro-Tercera Edad de Granadilla, la Casa de la Juventud, el Centro C.A.D.I. de asistencia social, la Ludoteca Municipal El Cocodrilo y la biblioteca pública ubicada en el antiguo convento franciscano. El núcleo también cuenta con un casino y con dos tanatorios, uno en la trasera de la iglesia parroquial y otro en el cementerio municipal.
Aquí se encuentran las iglesias de San Antonio de Padua y San Luis Obispo, la ermita de Santa Lucía y la capilla de El Calvario.
El casco de Granadilla posee también varias plazas públicas, parques infantiles, entidades bancarias, dos farmacias, gasolineras, así como bares y restaurantes, y otros pequeños comercios, además de un centro comercial y un área recreativa.
Las instalaciones deportivas del casco son: el Estadio Municipal de Fútbol Francisco Suárez Delgado, el Pabellón Municipal de Deportes
que cuenta con una Torre de rocódromo, la Piscina Municipal y dos polideportivos.
La Cantera
Pequeño caserío al norte del casco urbano de Granadilla, junto a la carretera general del Sur. Posee un restaurante.
Los Barrancos
Caserío agrícola al noreste del casco urbano.
Los Cuervos
Situado a 1 km del casco urbano de Granadilla, alcanza una altitud máxima de 590 metros.
Los Llanos
Pequeño barrio situado junto a la carretera TF-64, al sur del casco urbano. Cuenta con una gasolinera.
Vicácaro
Está situado a 1,5 km del casco urbano de Granadilla de Abona. Alcanza una altitud máxima de 620 m. Es una de las localidades más destacada de las medianías del municipio. Cuenta con un polideportivo y con un centro social.

## Historia
En 1865 Pedro de Olive describió a Granadilla de la siguiente manera:

Lugar, cabeza de distrito municipal en la isla de Tenerife, partido judicial de la Orotava: está situada en el centro de su jurisdicción, en una especie de vallecito que forman tres montañas, llamada una la Santa, otra Cogeja y la mas alta Buenavista, en cuyo pié se encuentra el pueblo con bastante declive hacia el mar. Confina el término por el N. con la serranía de la cumbre, base de donde arranca el elevado Teide; E. con la jurisdicción de Arico, de la que le divide un barranco llamado el Rio, precipicio muy profundo que se atraviesa por dos puentes de madera; S. con las playas de Montaña Roja, cuyo elevado pico en la orilla del mar es bastante singular, y por O. jurisdicción de San Miguel, que le divide otro precipicio titulado de la Orchilla.
Pedro de Olive (1865).

## Demografía
El dinamismo demográfico es una muestra de la paralela expansión económica, la cual se sustenta en el hecho de que Granadilla se ha transformado en un centro de servicios del área circundante, al tiempo que es partido judicial de la comarca.